# Margaret Murray Cookesley
Pour les articles homonymes, voir Murray.

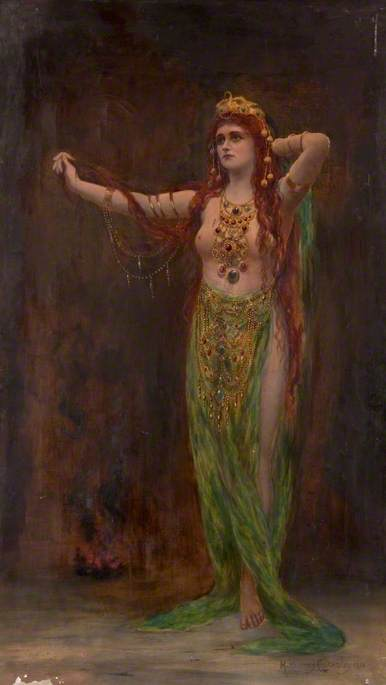
Circe resplendens (1913)

Margaret Murray Cookesley ou Murray-Cookesley (1844-1927), née Margaret Deborah Cookesley, est une peintre anglaise,. Elle prend le nom de Murray lors de son mariage,. Elle a voyagé au Moyen-Orient et peint des scènes orientales à l'huile et à l'aquarelle. Elle a exposé à la Royal Academy et à la Society of Women Artists,.
Comme l'a rapporté Clara Erskine Clement, Cookesley s'est rendue à Constantinople où le sultan a commandé un portrait de son fils. Il était tellement content du résultat qu'il lui demanda de peindre ses femmes également. Mais le temps venant à manquer, elle n'a pas pu les peindre. Elle a reçu l'Ordre du Chefakat et la Médaille des Beaux-Arts de l'Empire ottoman.
Sa Circe resplendens (1913) fait partie de la collection des musées de Glasgow.
Certains de ses autres tableaux sont conservés dans des collections, notamment la Victoria Art Gallery (en)(Frederick Harrison, Author); Towneley Hall (en) (The Gambler's Wife); la Walker Art Gallery (Cleopatra); la Graves Art Gallery (en) (The Egg Seller) et Cartwright Hall (en) (Rich and rare were the gems she wore),.